# 8663 Davidjohnston
8663 Davidjohnston è un asteroide della fascia principale. Scoperto nel 1991, presenta un'orbita caratterizzata da un semiasse maggiore pari a 2,2482100 UA e da un'eccentricità di 0,1119840, inclinata di 5,80882° rispetto all'eclittica.